# Giavera del Montello
Giavera del Montello (velenceiül Jàvara del Monteło) település Olaszországban, Veneto régióban, Treviso megyében. Lakosainak száma 5124 fő (2023. január 1.). Giavera del Montello Nervesa della Battaglia, Sernaglia della Battaglia, Volpago del Montello, Arcade és Povegliano községekkel határos.

## Népesség
A település népességének változása:
| Lakosok száma | 5138 | 5200 | 5124 |
|               | 2017 | 2018 | 2023 |